# یرمولایفکا
یرمولایفکا (به لاتین: Yermolayevka) یک منطقهٔ مسکونی در روسیه است که در باشقیرستان واقع شده‌است.